# Келигов, Мурат Юсупович
Мурат Юсупович Келигов (род. 15 августа 1943 или 1943, Кантышево, Чечено-Ингушская АССР) — советский и российский ингушский философ и политик, доктор философских наук (1988), профессор Грозненского государственного нефтяного института (1990) и Ингушского государственного университета, председатель Народного собрания Ингушетии (1994).

## Биография
Родился 15 августа 1943 года в селе Кантышево Назрановского района Чечено-Ингушской АССР. По национальности ингуш. В возрасте 6 месяцев попал под депортацию чеченцев и ингушей и был отправлен в Казахскую ССР. Окончил Омский финансово-кредитный техникум.
В 1962 году поступил на философско-экономический факультет Казахского государственного университета (КазГУ) в городе Алма-Аты. Обучался с перерывом на три года в связи со срочной службой в Вооружённых силах СССР. В 1969 годах с отличием окончил Алма-Атинский институт народного хозяйства, созданный на основе философско-экономического факультета КазГУ.
Проходил аспирантуру в Институте философии и права Академии наук Казахской ССР. В 1972 году защитил диссертацию «Развитие как многоплановый процесс» и получил учёную степень кандидата философских наук.
В 1972 году вместе с родителями переехал в Грозный и начал работать в Грозненском государственном нефтяном институте (ГГНИ). В 1970-х годах был одним из трёх преподавателей ГГНИ из коренных народов ЧИАССР, наряду с Ахмедом Багаевым и Вахой Яндаровым. С 1974 года — старший преподаватель, с 1977 года — доцент, с 1990 года — профессор и заведующий кафедрой философии и политологии.
В 1988 году в Ростовском государственном университете защитил диссертацию «Формирование и эволюция концепции развития в естествознании: философско-методологический анализ» и получил учёную степень доктора философских наук. Стал первым доктором философских наук из числа ингушей и чеченцев.
В начале 1990-х годов входил в состав комиссии по выработке Конституции Ингушетии, являлся одним из её авторов. В 1993—1994 годах являлся советником президента Ингушетии и членом его президентского совета. В феврале 1994 года был избран депутатом Народного собрания Ингушетии, в марте — его председателем, в мае того же года покинул должность председателя и сдал полномочия депутата.
В 1998—2003 годах являлся проректором по научной работе Института экономики и правоведения в Назрани. В 1999—2006 годах работал в Народном собрании Ингушетии. В 2001—2009 годах являлся заведующим кафедрой и профессором гуманитарных и естественных дисциплин в Назрановском филиале Северо-Кавказского государственного технического университета.
В 2009—2021 годах вновь работал в ГГНИ, являлся профессором кафедры философии. В настоящее время является профессором Ингушского государственного университета. Проживает в селе Кантышево.

## Научная деятельность
Является автором более 150 научных работ, в том числе 3 монографий, хрестоматии по философии и 5 научно-популярных книг, включая монографию
- М. Ю. Келигов. Homo sapiens: преходящий феномен. — М.: Академический проект, 2012. — 224 с. — (Философские технологии). — ISBN 978-5829114077.

Число публикаций в РИНЦ — 25, в том числе в ядре РИНЦ — 5; индекс Хирша по РИНЦ — 3, по ядру РИНЦ — 1.

## Награды
- Заслуженный деятель науки ЧИАССР[3]
- Заслуженный деятель науки Республики Ингушетия[2]
- Почётный работник высшего профессионального образования Российской Федерации[3]
- Орден «За заслуги» (Ингушетия, 2003)[6]
- Медаль «За трудовую доблесть» (СССР)[3]
- Медаль «За заслуги перед Чеченской Республикой» (2013)[6]
- Почётная грамота президиума Верховного Совета ЧИАССР[2]